# Kraftwerk Arcos de la Frontera
Das Kraftwerk Arcos de la Frontera ist ein Gaskraftwerk im Gemeindegebiet von Arcos de la Frontera in der Provinz Cádiz (Andalusien, Spanien).
Das mit Erdgas betriebene Gas-und-Dampf-Kombikraftwerk wurde in zwei Abschnitten mit einer Gesamtinvestition von rund 800 Millionen Euro errichtet. Geplant und gebaut wurde die Anlage von General Electric. Betreiber und Eigentümer ist zu 100 Prozent die Iberdrola S.A. mit der Sektion Operation & Maintenance IOMSA. Der Standort liegt rund 15 Kilometer südlich von Arcos de la Frontera.
Das Kraftwerk verfügt über eine installierte Gesamtleistung von rund 1,6 GW, die sich auf drei Kraftwerksblöcke verteilt. Die beiden ersten Blöcke gingen 2004 ans Netz, das Projekt wurde 2005 mit der letzten Baustufe abgeschlossen.

## Technische Daten
Gruppe I und II mit je 400 MW und einem Wirkungsgrad von 56,7 %
- 2 GE-Gasturbinen 9FA
- 2 GE-D10-Dampfturbinen
- 4 GE-390H-Generatoren
- 2 Kesselanlagen

Gruppe III mit 800 MW, Wirkungsgrad von 58 %
- 2 GE-Gasturbinen 9FB
- 1 GE-D11-Dampfturbine
- 3 GE-330H-Generatoren
- 2 Kesselanlagen

## Belege
- Technische Daten (Memento vom 8. September 2009 im Internet Archive) (englisch)
- Combined-Cycle Plant, Spain auf power-technology.com